# Liste der Biografien/Ham
Liste der Biografien |
Portal Biografien |
Personensuche
# |
A |
B |
C |
D |
E |
F |
G |
H |
I |
J |
K |
L |
M |
N |
O |
P |
Q |
R |
S |
T |
U |
V |
W |
X |
Y |
Z |
?
 
Ha |
Hd |
He |
Hi |
Hj |
Hk |
Hl |
Hm |
Hn |
Ho |
Hr |
Hs |
Ht |
Hu |
Hv |
Hw |
Hy
 
Haa |
Hab |
Hac |
Had |
Hae–Haf |
Hag |
Hah |
Hai |
Haj |
Hak |
Hal |
Ham |
Han |
Hao |
Hap |
Haq |
Har |
Has |
Hat |
Hau |
Hav |
Haw |
Hax |
Hay |
Haz
 
Hama |
Hamb |
Hamd |
Hame |
Hamf |
Hamh |
Hami |
Hamk |
Haml |
Hamm |
Hamn |
Hamo |
Hamp |
Hamr |
Hams |
Hamu |
Hamv |
Hamw |
Hamy |
Hamz
Die Liste der Biografien führt alle Personen auf, die in der deutschsprachigen Wikipedia einen Artikel haben. Dieses ist eine Teilliste mit 30 Einträgen von Personen, deren Namen mit den Buchstaben „Ham“ beginnt.

## Ham
- Hàm Nghi (1871–1944), vietnamesischer Kaiser, achter Kaiser der Nguyễn-Dynastie (1885)
- Ham Peña, César David Adolfo (* 1973), honduranischer Politiker
- Ham, Al (1925–2001), US-amerikanischer Komponist, Musiker und Arrangeur
- Ham, Bong-sil (* 1974), nordkoreanische Langstreckenläuferin
- Ham, Boris van der (* 1973), niederländischer Politiker (D66), Vorsitzender des Humanistisch Verbond
- Ham, C. J. (* 1993), US-amerikanischer American-Football-Spieler
- Ham, Carter F. (* 1952), US-amerikanischer Militär, General der United States Army
- Ham, Darvin (* 1973), US-amerikanischer Basketballtrainer und -spielerDarvin Ham (* 1973)

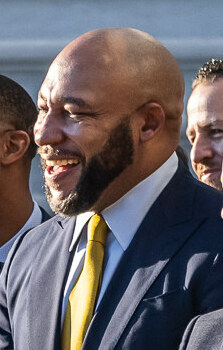
Darvin Ham (* 1973)

- Ham, Dietrich von († 1575), Generalvikar im Bistum Münster
- Ham, Edward Billings (1902–1965), US-amerikanischer Romanist und Mediävist
- Ham, Einzenn (* 2003), philippinischer Eishockeyspieler
- Ham, Guy Andrews (1878–1926), US-amerikanischer Rechtsanwalt, Bankier und Politiker (Republikanische Partei)
- Ham, Heung-chul (1930–2000), südkoreanischer Fußballtorhüter
- Ham, Il-nyon (* 1952), nordkoreanischer Ruderer
- Ham, Jack (* 1948), US-amerikanischer American-Football-Spieler
- Ham, James Richard (1921–2002), US-amerikanischer Ordensgeistlicher und Missionar, Weihbischof in Saint Paul and Minneapolis
- Hám, János (1781–1857), Bischof der römisch-katholischen Kirche von Satu Mare (Sathmar)
- Ham, Kenneth Todd (* 1964), amerikanischer Astronaut
- Ham, Kevin, Domainspekulant
- Ham, Larry, US-amerikanischer Jazzmusiker (Piano, Orgel)
- Ham, Marieke van den (* 1983), niederländische Wasserballspielerin
- Ham, Mechteld ten († 1605), niederländische Frau, als Hexe hingerichtet
- Ham, Murat (* 1975), deutscher Politikwissenschaftler, Journalist und AutorMurat Ham (* 1975)

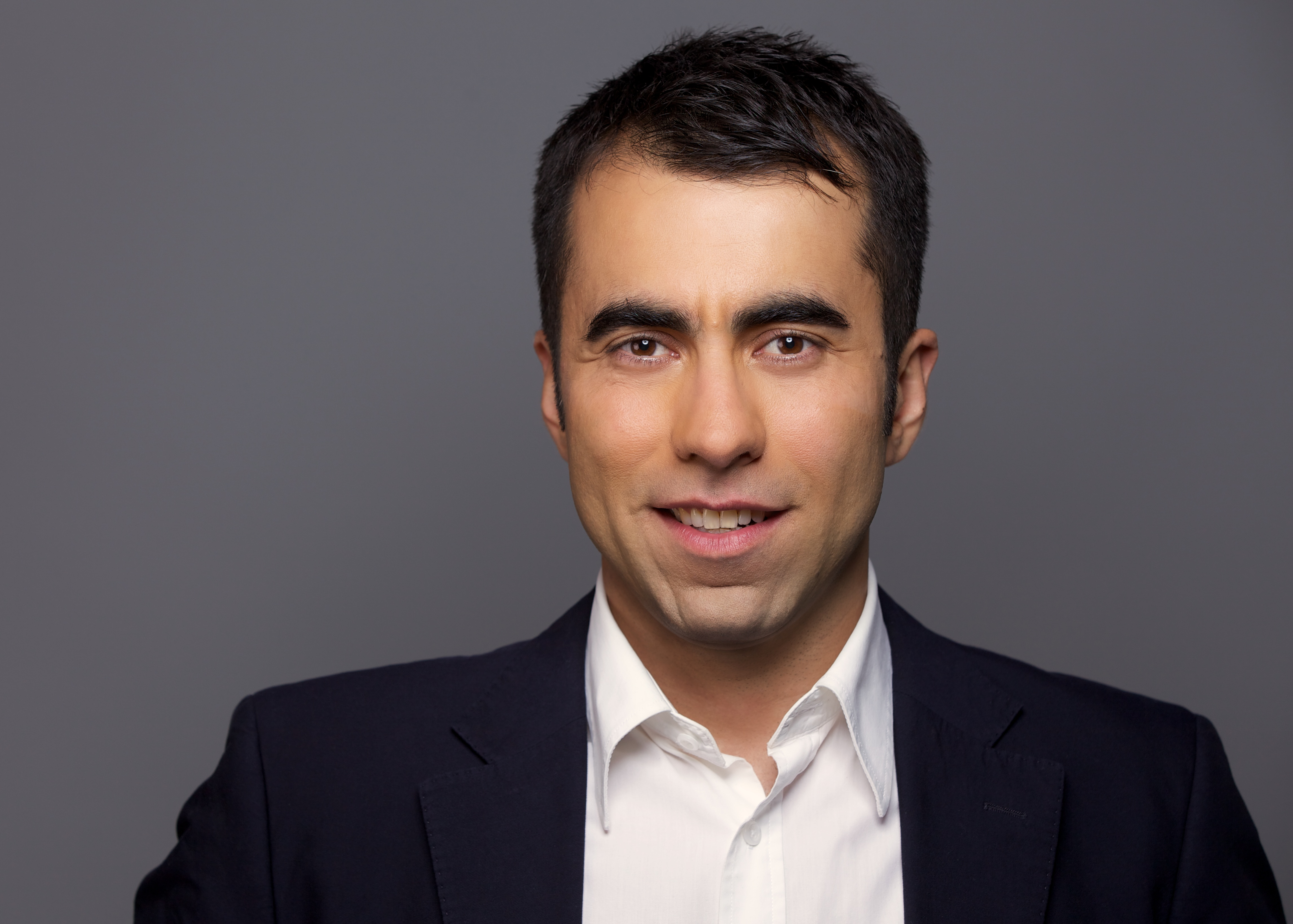
Murat Ham (* 1975)

- Ham, Pete (1947–1975), walisischer Rocksänger und -gitarrist
- Ham, Peter van (* 1964), deutscher Buchautor, Fotograf und Ausstellungskurator
- Ham, Rosalie (* 1955), australische Autorin
- Ham, Sanda (* 1959), kroatische Sprachwissenschaftlerin, Kroatistin
- Ham, Tae-young (1873–1964), koreanischer Politiker und Unabhängigkeitsaktivist
- Ham, Yeong-jun (* 1997), südkoreanischer Fußballspieler
- Ham, Yu-song (* 1999), nordkoreanischer Tischtennisspieler